# Amata higginsi
Amata higginsi är en fjärilsart som beskrevs av Edward P. Wiltshire 1958. Amata higginsi ingår i släktet Amata och familjen björnspinnare. Inga underarter finns listade i Catalogue of Life.